# RailAmerica
RailAmerica, Inc., (RA), situé à Jacksonville, Floride, est une compagnie holding qui détient un certain nombre de chemins de fer de classe III ou de chemins de fer régionaux aux États-Unis et au Canada. Elle fut créée en 1986.
En 2007, RailAmerica fut racheté par Fortress Investment Group. 
Le 30 juin 2010, la compagnie annonça qu'elle venait d'acquérir Atlas Railroad Construction,  une compagnie de construction et de maintenance en exploitation dans le nord-est et le Midwest des États-Unis pour la somme de 24 millions de dollars.
1. ↑  « Surface Transportation Board, Finance Docket No. 33316 » (consulté le 5 mars 2021)
2. ↑  « Surface Transportation Board, Finance Docket No. 33777 » (consulté le 5 mars 2021)
3. ↑  « Surface Transportation Board, Finance Docket No. 34128 » (consulté le 5 mars 2021)